# Lev Meï
Lev Alexandrovitch Meï (Лев Алекса́ндрович Мей), né le 13 (25) février 1822 à Moscou et mort le 16 (28) mai 1862 à Saint-Pétersbourg, est un homme de lettres russe, poète, dramaturge et traducteur.

## Biographie
Il naît dans une famille de la noblesse pauvre. Son père, d'origine allemande, est un officier à la retraite qui combattit et fut blessé à Borodino, mort jeune. À cause de sa mort, la famille tombe dans la pauvreté. Le jeune Lev (Léon) est élevé chez sa grand-mère, A.S. Chlykova.    
Il étudie à partir de 1831 à l'institut noble de Moscou, puis grâce à ses succès scolaires au prestigieux lycée de Tsarskoïe Selo en 1836 qu'il termine en 1841. Il entre comme fonctionnaire à la chancellerie du général gouverneur militaire de Moscou. En 1846, il est élevé au grade de fonctionnaire du siège secret. Il prend sa retraite le 30 janvier 1849. Son premier poème, Gvanagani «Гванагани» (extrait de Colomb «Колумб»), est publié dans la quatrième partie de la revue Le Phare («Маяк») en 1840 sous le pseudonyme de  « Zelinski » ; cette revue publie aussi le Lunatique («Лунатик»).
Il collabore en 1845 dans Le Moscovite, qui publie de petits poèmes et des traductions et en 1849 son drame La Fiancée du tsar («Царская невеста»). En 1850, il publie une traduction en vers épiques du Dit de la campagne d'Igor. À cette époque, il est devenu proche de Pogodine et se lie étroitement avec le cercle du jeune comité de rédaction (Grigoriev, Ostrovsky et autres), et dirige les départements de la littérature russe et étrangère. Il étudie l'histoire, les chroniques russes, la littérature ancienne et le folklore, améliore sa connaissance des langues. 
Au printemps 1853, il s'installe à Saint-Pétersbourg, pour se consacrer exclusivement à la littérature. Il noue des liens d'amitié avec le comte G.A. Kouchelev-Bezborodko, qui dédie à Meï son Histoire de mon voisin («Рассказ моего соседа»), publiée sous le pseudonyme de Gritsko Grigorenko, et met en musique son poème Tu es triste («Ты печальна»).
De 1859 à 1861, il est publié dans Rousskoïe slovo («Русское слово»). Il est correcteur, puis collaborateur permanent et membre de la rédaction de la revue Bibliothèque pour la lecture («Библиотека для чтения»); il est publié aussi dans Lecture populaire d'Obolonski et Chtcherbatchiov. Jusqu'à la fin de sa vie, il s'occupe de traductions.
Il meurt à 40 ans d'une paralysie des poumons due à l'abus de consommation d'alcool. Il est enterré au cimetière Mitrofanievskoïe de Saint-Pétersbourg. En 1935, sa dépouille est transférée à la Passerelle des Écrivains.

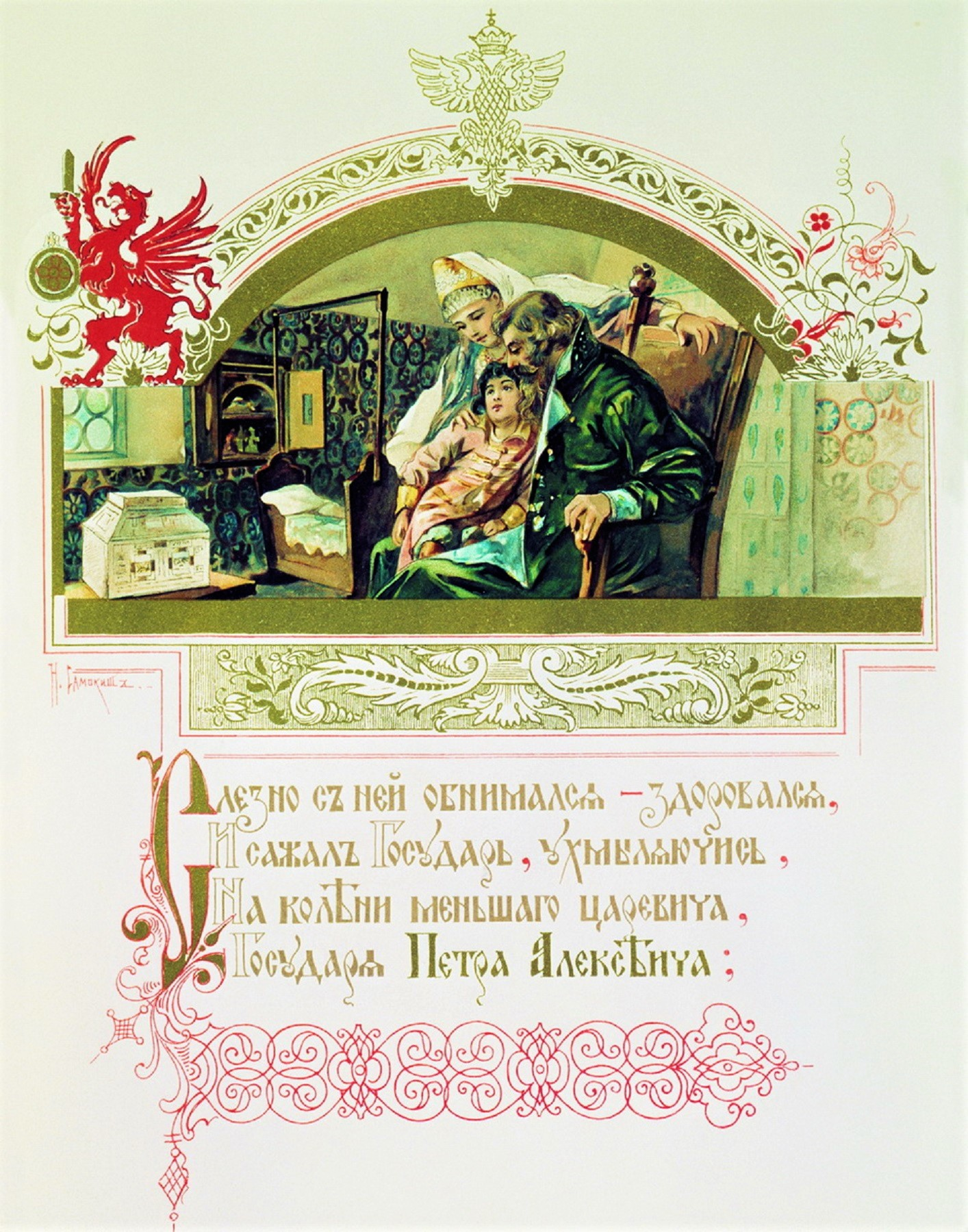
Nikolaï Samokich. Le Tsar Alexis Mikhaïlovitch et la tsarine Nathalie Kirillovna avec leur fils Pierre. Illustration avec la poésie de Meï Le Sauveur «Избавитель» du livre «Великокняжеская, царская и императорская охота на Руси», tome 2.

## Œuvre
Il traduisit Schiller, Heine, Béranger, Lord Byron, Misckiewicz, Anacréon, Chevtchenko, André Chénier, Victor Hugo, Milton, Władysław Syrokomla (en). Il fait la traduction du Dit de la campagne d'Igor du vieux russe dans la langue littéraire du XIXe siècle avec quelques écarts par rapport à l'original; en traduction, il utilise un style proche de l'épopée. 
D'après ses drames en vers, Rimsky-Korsakov compose ses opéras La Fiancée du tsar (1849), La Fille de Pskov (et le prologue La Boyarine Vera Cheloga) (1849-1859) Servilia (1902), et un film est mis en scène, par Alexandre Ivanov-Gaï, Le Tsar Ivan Vassilievitch le Terrible, en 1915. 
Tchaïkovsky possédait des recueils des œuvres de Meï dans sa bibliothèque et composa quatre romances sur ses vers et sept sur ses traductions. C'est la baronne von Meck qui lui recommanda certains poèmes.   
Le poème de Меï, Le Sauveur « Избавитель », est publié dans le deuxième volume de La Chasse des princes, des tsars et des empereurs dans la Russie ancienne «Великокняжеская, царская и императорская охота на Руси» et illustré par Samokich.

### Romances
Beaucoup de romances ont été mises en musique par des compositeurs sur des vers de Meï :
- Balakirev: Comment y remédier: imbécile «Как наладили: дурак»; Chansonnette «Запевка»; Oh, il est temps pour toi d'être libre, chanson russe «Ох, пора тебе на волю, песня русская»;
- Moussorgsky: Chanson juive «Еврейская песня»; Aux champignons «По грибы»; Gopak «Гопак»; Chansonnette enfantine «Детская песенка»; Ne serait-ce qu'en un mot «Хотел бы в единое слово»;
- Tchaïkovski: Le Canari «Канарейка»; Je n'ai jamais parlé avec elle «Я с нею никогда не говорил»; Comment y remédier: imbécile «Как наладили: дурак»; Pourquoi? «Зачем?»; Le Soir «Вечер»; Les Coraux «Корольки»; Non, seulement celui qui savait «Нет, только тот, кто знал»; De quoi? «Отчего?»; Ne serait-ce qu'en un mot «Хотел бы в единое слово»;
- Cui: Lidouchka «Лидушка»;
- Rimsky-Korsakov: Berceuse «Колыбельная»; Première chanson juive  «1-я еврейская песня»; Deuxième chanson juive «2-я еврейская песня»; La Chanson des chansons «Песня песней»; Lève-toi, descends «Встань, сойди»; Ma chérie «Моя баловница»;
- Borodine: De mes larmes «Из слёз моих»;
- Blaramberg: Oh, ne mens pas, ne mens pas «Ох, не лги ты, не лги»;
- Rachmaninov: Ils ont répondu «Они отвечали».

## Mariage
Il épouse en 1850 Sophie Grigorievna Rekhnevskaïa (née Polianskaïa, 1821-1889), fille d'un propriétaire terrien de Toula. Cette union est sans enfant. Après la mort de son mari, elle édite une revue, Le Magasin des modes.